# Elymnias bangueyana
Elymnias bangueyana är en fjärilsart som beskrevs av Hans Fruhstorfer 1899. Elymnias bangueyana ingår i släktet Elymnias och familjen praktfjärilar. Inga underarter finns listade i Catalogue of Life.